# María Duval (actriz mexicana)
María Dussauge Ortiz (Santiago de Querétaro, Querétaro, 2 de agosto de 1937), conocida como María Duval, es una actriz y cantante mexicana. Como intérprete, se especializó en los géneros de bolero y ranchera.

## Biografía y carrera

### Primeros años
Nació en la ciudad de Santiago de Querétaro, y vivió varios años en Salvatierra, Guanajuato.

### Trayectoria artística
Inició su carrera a mediados de los 50's como cantante, y debutó en teatro con la obra musical Los novios, producida por Luis de Llano Palmer y estrenada en octubre de 1956 en el Teatro del Músico. El crítico teatral Armando de María y Campos escribió: «María Duval, también muy bella, posee una voz encantadora y será, sin duda, una gran tiple».
Realizó su debut con la película Melodías inolvidables (1959). Se consolidó como figura del cine ranchero con sus papeles estelares en varias películas de dicho género: Dos hijos desobedientes (1960), Dos gallos y dos gallinas (1963), Los parranderos (1963), Tres palomas alborotadas (1963), El amor llegó a Jalisco (1963), Tres muchachas de Jalisco (1964), Gallo corriente, gallo valiente (1966) y Los alegres Aguilares (1967). Con el luchador enmascarado, El Santo, protagonizó Santo contra las mujeres vampiro (1962), Santo vs. el estrangulador (1965) y Santo vs. el espectro del estrangulador (1966). En el género de comedia realizó Del suelo no paso (1959), Ruletero a toda marcha (1962), Barridos y regados (1963), Cada quién su lucha (1966) y La cigüeña distraída (1966). En drama apareció en Cuando regrese mamá (1961), Juan Colorado (1966), Casa de mujeres (1966) y The Bandits (1967), esta última es una coproducción con Estados Unidos.
En la década de los 70's, filmó Pepito y la lámpara maravillosa con Xavier López Rodríguez «Chabelo», y La otra mujer (ambas de 1972), con Mauricio Garcés. Finalizó su carrera cinematográfica con la película de Blue Demon, La mafia amarilla (1975). También participó en producciones televisivas como La voz de la tierra (1982) con Joaquín Cordero, Sergio Kleiner, Ana Bertha Lepe, Delia Magaña y Teresa Velázquez. Su última aparición fue en la telenovela María José (1995).

## Vida personal
Su hermano, José Antonio Dussauge Ortiz, se desempeñó como cantante; en su adultez, se convirtió en padre de su sobrina, la comediante Consuelo Duval.

## Discografía parcial

### Álbumes
- Dos gallos y dos gallinas (1963)[6]

### Sencillos
- «Tú me acostumbraste» (1957)[7]
- «Las alteñitas»
- «Los barandales del puente», a dueto con Rosina Navarro
- «Un madrigal», con Miguel Aceves Mejía, Marco Antonio Muñiz y Rosina Navarro
- «Todo y nada»

## Filmografía parcial
- Melodías inolvidables (1959)
- El grito de la muerte (1959)
- Del suelo no paso (1959)
- Dos hijos desobedientes (1960)
- Cuando regrese mamá (1961)
- Ruletero a toda marcha (1962)
- Santo contra las mujeres vampiro (1962)
- Dos gallos y dos gallinas (1963)
- Los parranderos (1963)
- Barridos y regados (1963)
- Tres palomas alborotadas (1963)
- El amor llegó a Jalisco (1963)
- Tres muchachas de Jalisco (1964)
- Las hijas de Elena (1964)
- Nos lleva la tristeza (1965)
- Santo vs. el estrangulador (1965)
- Gallo corriente, gallo valiente (1966)
- Santo vs. el espectro del estrangulador (1966)
- Juan Colorado (1966)
- Casa de mujeres (1966)
- Cada quien su lucha (1966)
- La cigüeña distraída (1966)
- Los alegres Aguilares (1967)
- El matrimonio es como el demonio (1969)
- Pancho Tequila (1970)
- Pepito y la lámpara maravillosa (1972)
- La otra mujer (1972)
- La mafia amarilla (1975)